# ベイパーク石巻
ベイパーク石巻（ベイパークいしのまき）は、かつて宮城県石巻市にあった万石ベイパーク経営の遊園地である。

## 概要
石巻地区で初の本格的な遊園地（過去には石巻レジャーランド等の遊戯施設はあった）として1993年7月にオープン。ジェットコースターやゴーカート、観覧車、レストラン等の施設があり、いちご狩りや潮干狩りも出来た。初年度は年間13万人もの客で賑わっていたが、その後は不況と重なり年々入場者が減少。2001年度は年間3万人の入場者だったために売り上げも激減し、事業継続を断念し2002年5月30日の営業をもって閉園した。現在は、イオン石巻東ショッピングセンターになっている。